# Гумберт Женевский
Гумберт (Humbert de Genève) (до 1174 — до 1225) — граф Женевы с 1195.
Сын Гильома I Женевского и его первой жены Агнессы, дочери графа Амадея III де Морьен (Савойского).
Наследовал отцу после его смерти 25 июля 1195 г. Часть наследства получил единокровный брат Гумберта Гильом, в частности — фогство приории Шамони.
Весь период правления Гумберт поддерживал хорошие отношения с савойскими графами — своими родственниками и соседями.
Точная дата его смерти не известно. В 1220 году он упоминается как живой, а в акте от 10 мая 1225 года графом Женевы назван его брат Гильом II.
У графа Гумберта было трое детей:
- Пьер (ум. 1249)
- Эбль (ум. не ранее 1259)
- Алиса, жена Родольфа де Фосиньи, сына Родольфа де Фосиньи по прозвищу Немец.

Возможно, его дочерью была также Беатриса, жена Эбля IV де Грансона.
Брат Гумберта Гильом отстранил от наследования его сыновей Петра и Эбля (своих племянников), и утвердился в качестве графа Женевы при поддержке епископа Эмона де Грансона, которого признал своим сюзереном.
Младший из сыновей, Эбль, в завещании от 12 мая 1259 года завещал все свои права на Женевское графство кузену — Пьеру Савойскому.